# Nord-Süd-Preis
Der Nord-Süd-Preis (auch: Lisbon North-South Prize) ist ein seit 1995 jährlich vergebener Preis des Europarates an zwei Kandidaten. Je einen Kandidaten aus dem Norden und einen aus dem Süden (vorzugsweise ein Mann und eine Frau).
Die Kandidaten zeichnen sich in den folgenden Bereichen aus: Schutz der Menschenrechte, Verteidigung pluralistischer Demokratie, Sensibilisierung der Öffentlichkeit für Themen aus den Bereichen globale Solidarität und Interdependenz sowie Stärkung der Nord-Süd-Partnerschaft. Vergeben wird er für nach Ansicht der Juroren außergewöhnliche Leistungen auf dem Feld der Menschenrechte, Demokratie und der Diplomatie zwischen Nord und Süd – insbesondere zwischen Europa und Afrika.
Die Jury für den Preis setzt sich aus dem Generalsekretär des Europarates und Mitgliedern des Nord-Süd-Zentrums (eine autonome Organisation des Europarates in Lissabon) zusammen. 
Der Nord-Süd-Preis wird den Siegern bei einer offiziellen Zeremonie in Lissabon zu Beginn des folgenden Jahres von dem Präsidenten der Republik Portugal, dem Parlamentspräsidenten und einem Regierungsmitglied präsentiert sowie seitens des Europarates der Generalsekretär, der Präsident der Parlamentarischen Versammlung des Europarates (PACE) und der Vorsitzende des Exekutivkomitees des Nord-Süd-Zentrums.

## Preisträger
- 1995 Peter Gabriel und Vera Duarte
- 1996 Danielle Mitterrand und „Frauen in Algerien“
- 1997 Mary Robinson und Patricio Aylwin
- 1998 Graça Machel und Lloyd Axworthy
- 1999 Emma Bonino und Abderrahmane Youssoufi
- 2000 Marguerite Barankitse und Mário Soares
- 2001 Maria de Nazaré Gadelha Ferreira Fernandes und Cornelio Sommaruga
- 2002 Albina du Boisrouvray und Xanana Gusmão
- 2003 Frene Ginwala und António de Almeida Santos
- 2004 Nawal El Saadawi und Stéphane Hessel
- 2005 Bogaletch Gebre und Bob Geldof
- 2006 Mukhtar Mai und Francisco Van Der Hoff
- 2007 Kofi Annan und Simone Veil
- 2008 Jorge Sampaio und Rania von Jordanien
- 2009 Michail Sergejewitsch Gorbatschow und Rola Dashti
- 2010 Louise Arbour und Lula da Silva
- 2011 Boris Tadić und Souhayr Belhassen
- 2012 Monika Hauser und Asma Jilani Jahangir[1]
- 2013 Karim Aga Khan IV. und Suzanne Jabbour
- 2014 Maura Lynch und André Azoulay
- 2015 Lora Pappa und Joaquim Alberto Chissano
- 2016 Giuseppina Nicolini und Mbarka Brahmi
- 2017 Kristiina Kumpula und Abbas Gullet
- 2018 Jaha Mapenzi Dukureh und Damien Carême[2]
- 2019 Nabila Hamza und Leoluca Orlando